# Ashmore- und Cartierinseln
Die Ashmore- und Cartierinseln [æʃmɔːɹ-] (englisch Ashmore and Cartier Islands) sind ein Australisches Außengebiet und bestehen aus einer Ansammlung von kleinen Sandinseln und Riffen. Sie liegen im Indischen Ozean etwa 320 Kilometer von der Nordwestküste Australiens und 144 Kilometer von der indonesischen Insel Roti entfernt. Die Inseln und Riffe sind unbewohnt.

## Geographie
Zum Territorium gehören die Ashmore-Inseln (auch Ashmore-Riff genannt), bestehend aus drei Sandinselchen (West-, Middle- und East-Island), zwei Lagunen (Inner Lagoon und Eastern Lagoon) und einem Riff, und die 60 Kilometer südöstlich gelegene Cartier-Insel. Die Gesamtfläche des Gebietes (einschließlich der Riffe und Lagunen) beträgt ungefähr 235 km²; davon entfällt weniger als 1 km² auf trockenes Land. Das 40 Kilometer nordöstlich vor Ashmore gelegene Hibernia-Riff zählt indes nicht zu den Ashmore- und Cartierinseln.

## Geschichte
Die Ashmore-Inseln wurden 1878, die Cartier-Insel 1909 von Großbritannien annektiert. Offiziell kamen die unbewohnten Inseln am 23. Juli 1931 unter australische Kontrolle; der Rechtsakt war jedoch erst am 10. Mai 1934 vollzogen. 1938 wurden die Ashmore- und Cartier-Inseln Teil des Northern Territory. Im Juli 1978 wurden die Inseln eigenständig als „Ashmore and Cartier Islands Territory“, jedoch unter der staatlichen Verwaltung des „Department of Home Affairs“ mit Sitz in der australischen Hauptstadt Canberra.
Die Ashmore-Inseln liegen innerhalb der Migrationszone Australien. Dies bedeutet, dass anlandende Boatpeople auf Flüchtlingsbooten keinen Antrag auf Asyl in Australien stellen können und sie in Einwanderungshaft in Australien festgesetzt werden.

## Tierwelt und Umweltschutz
Das Ashmore-Riff wird von einer großen Zahl an Vögeln und Fischen bewohnt. Auf Grund des besonderen Artenreichtums des Riffs wurde es am 16. August 1983 zum nationalen Naturreservat erklärt. Indonesien hat Ansprüche auf das Gebiet des Ashmore-Riffs erhoben. Australien hat die Gewässer für indonesische Fischer insgesamt gesperrt und erlaubt nach einem Memorandum of Understanding vom November 1974 lediglich einen partiellen Zugang auf der West Island um Trinkwasser aufzunehmen, die Gräber ihrer Ahnen aufzusuchen oder um Schutz zu finden. Australien hat das dortige Meeresschutzgebiet zum Ashmore Reef National Nature Reserve and Cartier Island Marine Reserve erweitert.

## Rohstoffe
Die letzten geologischen Untersuchungen ergaben vielversprechende Hinweise auf Erdölvorkommen.